# Шапськ
Шапськ (пол. Szapsk) — село в Польщі, у гміні Рацьонж Плонського повіту Мазовецького воєводства.
Населення — 234 особи (2011).
У 1975-1998 роках село належало до Цехановського воєводства.

## Демографія
Демографічна структура станом на 31 березня 2011 року:
|          | Загалом | Допрацездатний вік | Працездатний вік | Постпрацездатний вік |
| -------- | ------- | ------------------ | ---------------- | -------------------- |
| Чоловіки | 111     | 19                 | 80               | 12                   |
| Жінки    | 123     | 22                 | 66               | 35                   |
| Разом    | 234     | 41                 | 146              | 47                   |